# The Good Humor Man (1950)
The Good Humor Man is een Amerikaanse filmkomedie uit 1950 onder regie van Lloyd Bacon. Destijds werd de film in Nederland onder de titel IJsco-man, kijk uit! uitgebracht.

## Verhaal
De ijsventer Biff Jones wil graag trouwen met Margie Bellew, de secretaresse van een verzekeringsmakelaar. Zij wil niet trouwen, omdat ze de enige is die haar broertje Johnny kan ondersteunen. Als Biff de jonge vrouw Bonnie Conroy uit de handen van criminelen tracht te redden, raakt hij betrokken bij een moord.

## Rolverdeling
| Acteur         | Personage        |
| -------------- | ---------------- |
| Jack Carson    | Biff Jones       |
| Lola Albright  | Margie Bellew    |
| Jean Wallace   | Bonnie Conroy    |
| George Reeves  | Stuart Nagle     |
| Peter Miles    | Johnny Bellew    |
| Frank Ferguson | Inspecteur Quint |
| David Sharpe   | Slick            |
| Chick Collins  | Fats             |
| Eddie Parker   | John             |
| Pat Flaherty   | Agent Rhodes     |
| Richard Egan   | Agent Daley      |
| Arthur Space   | Steven           |
| Victoria Horne | Bruid            |
| Jack Overman   | Stoker           |